# Orinomana bituberculata
Orinomana bituberculata là một loài nhện trong họ Uloboridae.
Loài này thuộc chi Orinomana. Orinomana bituberculata được Eugen von Keyserling miêu tả năm 1881.